# Solution aqueuse
 (décembre 2020).
Si vous disposez d'ouvrages ou d'articles de référence ou si vous connaissez des sites web de qualité traitant du thème abordé ici, merci de compléter l'article en donnant les références utiles à sa vérifiabilité et en les liant à la section « Notes et références ».

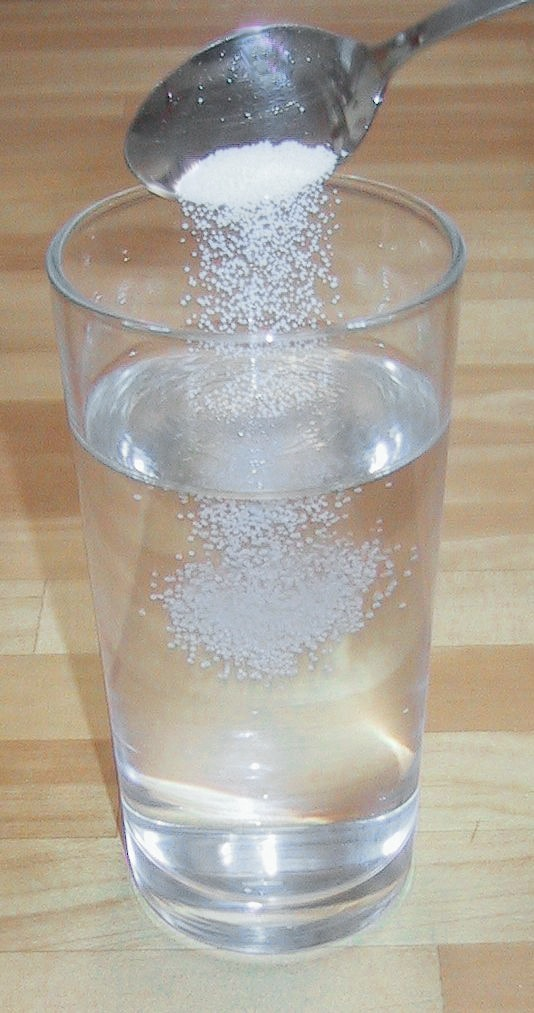
Photo montrant la préparation d'une solution aqueuse au moment où est versé le soluté.

En chimie, une solution aqueuse est une phase liquide contenant plusieurs espèces chimiques. L'espèce normalement majoritaire est l'eau (H2O, le solvant). Les espèces minoritaires sont les solutés ou « espèces chimiques dissoutes ».

## Propriétés de solvant de l'eau
L'eau est un bon solvant car :
- elle a une permittivité électrique importante εc, qui vaut 80 à 20 °C, elle divise donc par 80 les forces d'interaction entre les molécules et les atomes, gênant ainsi une cohésion électrostatique ;

- la molécule d'eau est polaire, donc, si l'espèce est chargée ou si elle a des sites partiellement chargés, les molécules d'eau s'y agglutinent, formant une sorte de « bouclier » (on parle d'hydratation, ou dans le cas général de solvatation).

Ces propriétés sont dues aux charges électriques qui se trouvent sur chaque atome de la molécule d'eau. L'atome d'oxygène est plus électronégatif à cause de son doublet non-liant d'électrons. Les atomes d'hydrogène sont plutôt électropositifs, car le proton est plutôt éloigné de l'oxygène. Ainsi, la molécule d'eau peut permettre la formation de petits ponts électrostatiques suffisamment forts pour dissoudre un composé polarisé.

## Solvatation des solutés en solution aqueuse

### Solution saturée
Une solution saturée est obtenue par dissolution d'un soluté dans un solvant ; la solution est saturée lorsque le soluté introduit ne peut plus se dissoudre et forme un précipité.
Exemples
Dans les marais salants, grâce à l'évaporation de l'eau, l'eau restant sature en chlorure de sodium et des cristaux de sel apparaissent.
Une des électrodes normalisées pour l'électrochimie est l'électrode au calomel saturée en chlorure de potassium (ECS).

### Solution ionique
Une solution ionique est une solution dans laquelle les espèces dissoutes sont des ions.
Un ion est une espèce chimique électriquement chargée. Il provient d'un atome ou d'un groupement d'atomes qui a gagné ou perdu un ou plusieurs électrons.

## Critères de solubilité d'un composé dans l'eau

### Composés ioniques
Les ions, une fois dans l'eau, se dispersent. Les molécules d'eau viennent les entourer selon la charge qu'ils portent.

## Utilisations

### Électrochimie
L'eau est un solvant de choix pour réaliser des électrolyses et autres réactions électrochimiques du fait de son fort pouvoir dissociant corrélé à sa grande stabilité.

### Métallurgie
Bien que beaucoup de métaux soient oxydables par l'eau ou se corrodent en présence d'eau, celle-ci reste un fluide et un solvant indispensable pour le traitement des minerais en métallurgie.

#### Purification électrochimique
Une méthode d'obtention de métal très pur est passe par une électrolyse ou l'anode est en métal impur et la cathode en métal pur. Ce procédé permet aussi avec un bon choix de la tension de travail de récupérer et valoriser les impuretés (or et argent dans le cas du cuivre).

#### Séparation des minerais
Une étape importante de la métallurgie de nombreux métaux comme le plomb, les lanthanides ou la mine de platine passe par une mise en solution puis des précipitations sélectives pour isoler individuellement les métaux présents dans le minerai.